# Teyfuq Abdul
Teyfuq Amit oğlu Abdul (ur. 11 grudnia?/24 grudnia 1915 w Partenicie, zm. 18 marca 1945 na Górnym Śląsku) – radziecki wojskowy, major, Bohater Związku Radzieckiego (1943).

## Życiorys
Urodził się w biednej chłopskiej rodzinie krymskich Tatarów. W 1932 skończył 8-letnią szkołę w Partenicie, w 1935 technikum pedagogiczne w Jałcie, a w 1935 Krymski Instytut Pedagogiczny im. Frunzego, pracował jako nauczyciel w szkole średniej we wsi Uskut (obecnie Priwietnoje). Od 1937 był kierownikiem szkoły podstawowej we wsi Kuru-Uzene (obecnie Sołniecznogorskoje), w styczniu 1938 został inspektorem szkolnym rejonowego oddziału edukacji narodowej w Ałuszcie. W listopadzie 1939 został powołany do Armii Czerwonej, w czerwcu 1941 ukończył orłowską szkołę piechoty, od czerwca 1941 uczestniczył w wojnie z Niemcami w stopniu młodszego porucznika, walczył w składzie Frontu Zachodniego, walczył w rejonie Smoleńska i w pod Moskwą jako dowódca plutonu i kompanii, 27 lipca i 10 października 1941 był ciężko ranny. W końcu 1941 został dowódcą batalionu piechoty w stopniu kapitana, w 1942 uczył się na wyższych kursach doskonalenia kadry oficerskiej „Wystrieł” i w lipcu 1942 wrócił na front, walcząc w składzie 412 pułku piechoty 1 Dywizji Piechoty (od 31 grudnia 1942: 175 gwardyjskiego pułku piechoty 58 Gwardyjskiej Dywizji Piechoty) na Froncie Południowo-Zachodnim, w październiku i listopadzie 1942 Dońskim, od listopada 1942 do sierpnia 1943 ponownie Południowo-Zachodnim, od sierpnia do października 1943 Stepowego, od października 1943 do stycznia 1944 2 Ukraińskiego, od stycznia do lipca 1944 3 Ukraińskiego, a od lipca 1944 1 Ukraińskiego. Brał udział w bitwie pod Stalingradem i bitwie pod Kurskiem, 10 grudnia 1942 i 24 sierpnia 1943 był ponownie ranny. Jako dowódca II batalionu piechoty 175 gwardyjskiego pułku piechoty 58 Gwardyjskiej Dywizji Piechoty 57 Armii Frontu Stepowego w stopniu kapitana wyróżnił się bohaterstwem podczas bitwy o Dniepr 26 września 1943, w walkach o przyczółek, gdzie wraz z batalionem zadał duże straty przeciwnikowi (według oficjalnych danych do 750 zabitych i wiele niszczonej broni). W październiku 1943 podczas walk o Dniepr był piąty raz ranny. Podczas leczenia ran poznał pielęgniarkę Mariję Koczinę, którą wkrótce poślubił. Po wyjściu ze szpitala i powrocie na front uczestniczył w operacji lwowsko-sandomierskiej (w tym w walkach na przyczółku sandomierskim) i dolnośląskiej, w 1944 został zastępcą dowódcy 178 pułku piechoty w 58 Gwardyjskiej Dywizji Piechoty i awansowany do stopnia majora, w marcu 1945 brał udział w operacji górnośląskiej, podczas której zginął. Został pochowany na Wzgórzu Sławy we Lwowie. Jego imieniem nazwano ulicę w Symferopolu. W 2014 w Partenicie postawiono jego pomnik.

## Odznaczenia
- Złota Gwiazda Bohatera Związku Radzieckiego (20 grudnia 1943)
- Order Lenina (20 grudnia 1943)
- Order Czerwonego Sztandaru (24 marca 1945)
- Order Wojny Ojczyźnianej I klasy (6 sierpnia 1943)
- Order Wojny Ojczyźnianej II klasy (4 listopada 1943)